# My Little Alien
My Little Alien è un singolo della cantautrice britannica Kate Nash.

## Il video
Il video rappresenta la cantante che svolge alcune attività con amici e momenti di svago e spensieratezza. Ovunque lei vada, è sempre accompagnata dal suo cane.